# Жихарица
Жихарица — деревня в Расловском сельском поселении Судиславского района Костромской области России.

## География
Деревня расположена на реке Кохталка (Кохтома), недалеко от автодороги Кострома — Верхнеспасское Р98 и железнодорожной ветки Кострома — Галич.

## История
Согласно Спискам населенных мест Российской империи в 1872 году деревня относилась к 1 стану Костромского уезда Костромской губернии. В ней числилось 9 дворов, проживало 24 мужчины и 30 женщин.
Согласно переписи населения 1897 года в деревне проживало 67 человек (26 мужчин и 41 женщина).
Согласно Списку населенных мест Костромской губернии в 1907 году деревня относилась к Богословской волости Костромского уезда Костромской губернии. По сведениям волостного правления за 1907 год в ней числилось 15 крестьянских дворов и 72 жителя. Основными занятиями жителей деревни, помимо земледелия, были плотницкий промысел и фабричный отхожий промысел.
До муниципальной реформы 2010 года деревня входила в состав Грудкинского сельского поселения Судиславского района.

## Население
| 1872 | 1897 | 1907 | 2008 | 2010 | 2014 |
| ---- | ---- | ---- | ---- | ---- | ---- |
| 54   | ↗67  | ↗72  | ↘0   | →0   | →0   |